# Desa Kanekes
Desa Kanekes är en administrativ by i Indonesien.   Den ligger i provinsen Banten, i den västra delen av landet, 80 km sydväst om huvudstaden Jakarta.